# Bilovarți, Teceu
Bilovarți (în ucraineană Біловарці) este o comună în raionul Teceu, regiunea Transcarpatia, Ucraina, formată numai din satul de reședință.

## Demografie
Componența lingvistică a comunei Bilovarți
     Ucraineană (98,39%)
     Rusă (1,41%)
     Alte limbi (0,1%)
Conform recensământului din 2001, majoritatea populației comunei Bilovarți era vorbitoare de ucraineană (98,39%), existând în minoritate și vorbitori de rusă (1,41%).